# 南城子水库
南城子水库是中国辽宁省铁岭市开原市威远堡镇南城子村上游1.5km的一座大型水库，位于寇河支流叶赫河。水库最大库容2亿立方米，兴利正常库容为12640万立方米。
1958年8月1日开工，万余民工参与施工，1959年11月4日合拢，1960年拦洪。1965年竣工。